# Jeffrey S. Ashby
Pour les articles homonymes, voir Ashby.
Jeffrey Shears Ashby est un astronaute américain né le 16 juin 1954 à Dallas.

## Vols réalisés
Jeffrey S. Ashby était à l'origine désigné comme pilote pour la mission Discovery STS-85 et qui devait être son premier vol. Mais il a dû se retirer de cette mission pour rester au chevet de sa femme atteinte d'un cancer. Il a été remplacé par Kent Rominger et a dû attendre la mission STS-93 pour atteindre l'espace.
Il a piloté la navette spatiale lors des missions STS-93 (1999), STS-100 (2001), et a commandé la mission STS-112.